# Olympiatoren
De Olympiatoren (Duits: Olympiaturm) is een zendmast in de Duitse stad München en prominent aanwezig in het Olympiapark van de Olympische Zomerspelen 1972, en de skyline van München. Deze mast is 291 m hoog en daarmee, na de zendmast Nürnberg het op één na hoogste bouwwerk in Beieren.
De toren werd einde jaren 60 van de 20e eeuw opgetrokken en biedt bezoekers uitkijk op de omgeving. De toren herbergt een restaurant. Van 1968 tot einde 2014 bezochten meer dan 41 miljoen bezoekers de Olympiatoren.

## Voorgeschiedenis en planning
In 1957 bouwde de Duitse Post een 50 m hoge zendmast die later 50 m werd verhoogd. Met de nood aan verbeterde communicatiemogelijkheden, vooral voor televisie, ontstond de noodzaak om een zendmast te bouwen. Vanaf het begin wilde men de toren toegankelijk maken voor het publiek. Samen met het ijssportcentrum is de Olympiatoren gebouwd vóór de beslissing viel om de Olympische Zomerspelen in München te organiseren. De Duitse Post en de stad München geraakten niet akkoord over het concept van de toren. Men bouwde daarom twee platforms: op het onderste de communicatievoorzieningen en op het bovenste, 181 m hoog, het platform voor bezoekers en het draairestaurant met 230 plaatsen.

## Bouw
De funderingswerken startten in juni 1965. Een tijdcapsule werd ingemetseld met daarin munten, kranten en een oorkonde. Per dag kon men 2 m torenschacht bouwen en in december 1965 had men de hoogte van 151 m bereikt zodat men met de constructie van het eerste platform kon beginnen. In 533 dagen was de Olympiatoren klaar, zonder enig ongeval.
Toen München in april 1966 de toelating kreeg om de Spelen te organiseren werd de toren in het concept geïntegreerd. Hij zou het geloof in techniek en de persvrijheid symboliseren. Op 12 mei 1967 bereikte de toren zijn maximale hoogte van 248 m.

## Afbeeldingen

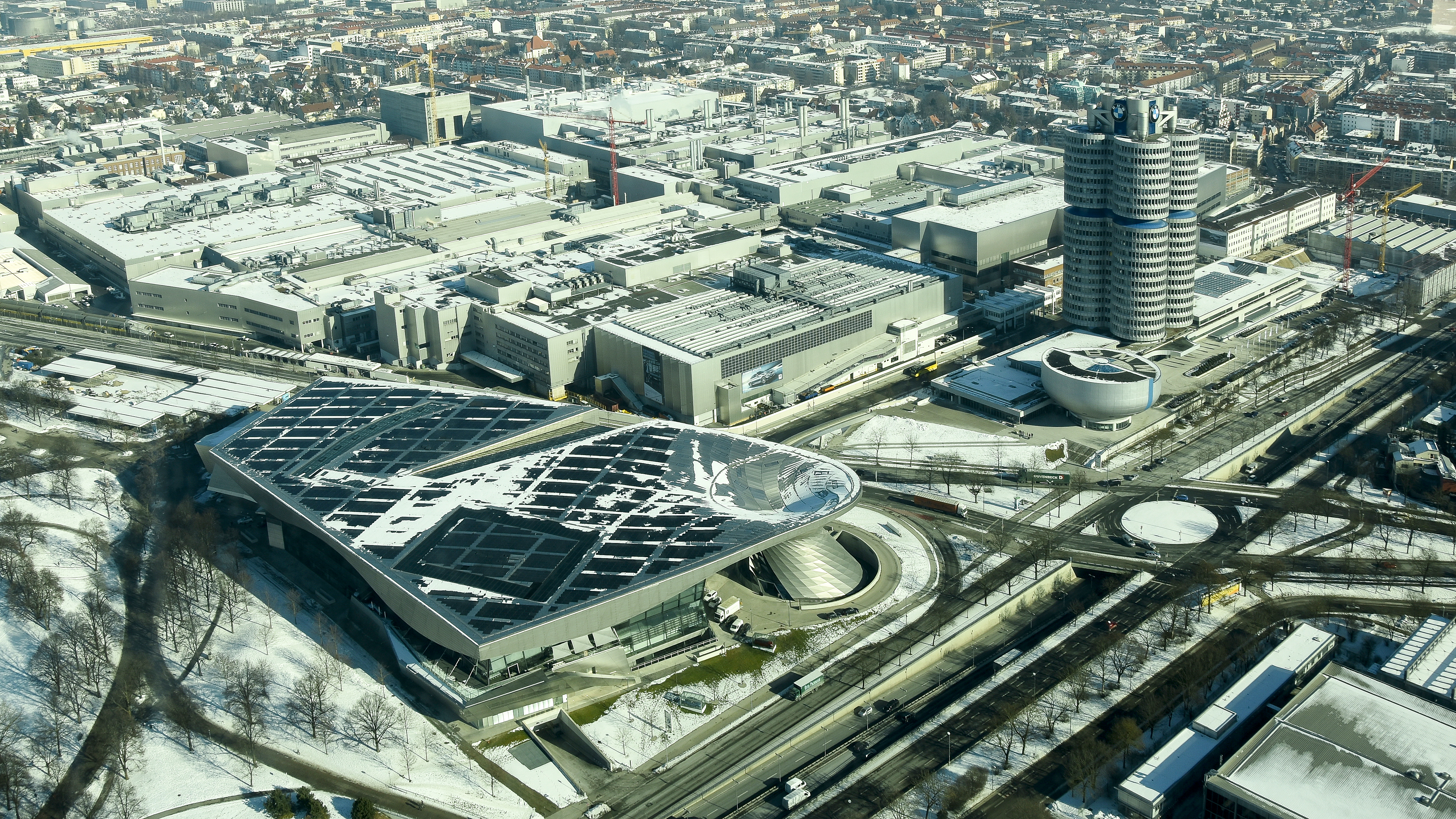
BMW Welt en BMW Museum vanaf het bezoekersplatform